# Allochrostes
Allochrostes is een geslacht van vlinders van de familie spanners (Geometridae), uit de onderfamilie Geometrinae.

## Soorten
- A. biornata Prout, 1913
- A. imperfecta Prout, 1916
- A. impunctata (Warren, 1897)
- A. saliata (Felder & Rogenhofer, 1875)
- A. uniornata Prout, 1935